# Mount Vernon (Maryland)
Mount Vernon és una concentració de població designada pel cens dels Estats Units a l'estat de Maryland. Segons el cens del 2000 tenia 761 habitants.

## Demografia
Segons el cens del 2000, Mount Vernon tenia 761 habitants, 311 habitatges, i 227 famílies. La densitat de població era de 22,4 habitants per km².
Dels 311 habitatges en un 23,5% hi vivien nens de menys de 18 anys, en un 57,9% hi vivien parelles casades, en un 9,3% dones solteres, i en un 26,7% no eren unitats familiars. En el 24,4% dels habitatges hi vivien persones soles el 13,5% de les quals corresponia a persones de 65 anys o més que vivien soles. El nombre mitjà de persones vivint en cada habitatge era de 2,45 i el nombre mitjà de persones que vivien en cada família era de 2,86.
Per edats la població es repartia de la següent manera: un 20,2% tenia menys de 18 anys, un 6,7% entre 18 i 24, un 25,8% entre 25 i 44, un 28,3% de 45 a 60 i un 19,1% 65 anys o més.
L'edat mediana era de 44 anys. Per cada 100 dones de 18 o més anys hi havia 105,8 homes.
La renda mediana per habitatge era de 43.750 $ i la renda mediana per família de 48.289 $. Els homes tenien una renda mediana de 34.271 $ mentre que les dones 34.432 $. La renda per capita de la població era de 19.919 $. Entorn del 10,2% de les famílies i el 17,3% de la població estaven per davall del llindar de pobresa.

## Poblacions més properes
El següent diagrama mostra les poblacions més properes.